# Forêt de Khimki
La forêt de Khimki (en russe Химкинский лес) est une forêt mixte de 1 000 hectares située dans la banlieue nord de Moscou, en Russie.
La forêt a été en partie détruite par la construction d'une autoroute à péage reliant la capitale à Saint-Pétersbourg, deuxième ville la plus peuplée du pays : l'autoroute Moscou-Saint-Pétersbourg. Le groupe français du bâtiment et des travaux publics (BTP) Vinci a participé au projet et l'autoroute a été inaugurée en 2019.

## Faune et flore
La forêt de Khimki est une forêt mixte. On y trouve des bouleaux, des chênes centenaires, des épicéas, des pins sylvestres et des noisetiers. Parmi les plantes herbacées, on y observe la pulmonaire sombre, le muguet et la primevère. La forêt est riche en champignons et en baies, comme les airelles rouges, les myrtilles et les framboises.
L'écosystème comporte également des marais et abrite de nombreuses espèces d'insectes, de mammifères (écureuils roux, hérissons) et d'oiseaux.

## Ceinture verte
La forêt de Khimki est une des composantes majeures de la ceinture verte entourant Moscou. Elle protège partiellement les zones adjacentes de la pollution en absorbant une partie du bruit, des gaz d'échappement et des émissions des industries avoisinantes et de l'aéroport de Moscou-Cheremetievo.

## Autoroute M-11
Dès 2006, le projet de construction de l'autoroute à travers la forêt suscite de vives protestations d'associations de protection de l'environnement et de résidents. Un mouvement pour la défense de la forêt de Khimki se forme autour d'Evguenia Tchirikova. Une soixantaine de militants qui s'opposent au tracé de l'autoroute et de journalistes qui s'intéressent à ce projet entaché de corruption - notamment les journalistes Mikhaïl Beketov, Oleg Kachine et Elena Kostioutchenko - sont passés à tabac.

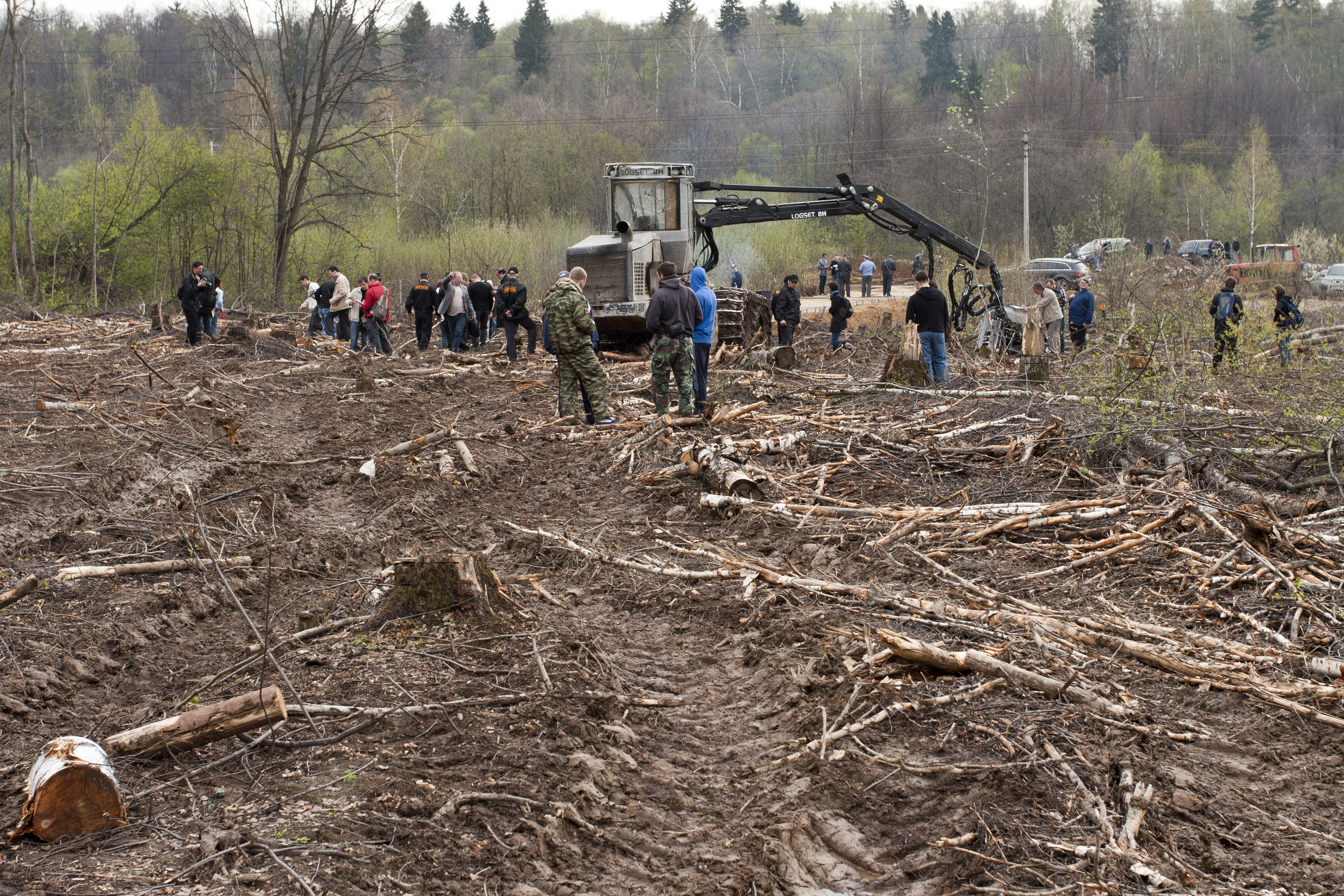
Rassemblement pour protester contre les travaux le 4 mai 2011

Devant le tollé, le chantier est stoppé en août 2010 par le président de la fédération de Russie, Dmitri Medvedev, mais les travaux reprennent peu après, en décembre 2010.
En mai 2011, de nouveaux rassemblements de jeunes russes ont lieu sur le site du chantier pour protester contre la reprise des travaux. La police vient les déloger et il y a de violents affrontements. En juin 2011, à la suite du passage du premier ministre russe Vladimir Poutine à Paris, Les Jeunes Écologistes français se mobilisent afin de signifier que les jeunes du pays d'origine du groupe Vinci, chargé du chantier, refusent le projet et soutiennent les jeunes Russes mobilisés sur place.
Des personnalités politiques, comme Alexeï Navalny, Sergueï Mironov, Sergueï Mitrokhine, le leader du parti Iabloko, ou Boris Nemtsov, le leader du mouvement Solidarnost, et des artistes, comme Bono du groupe U2 et Iouri Chevtchouk du groupe DDT, ont soutenu la mobilisation.